# Kudai
Kudai é uma banda chilena do pop rock, formada em 2003. O grupo é composto por Bárbara Sepúlveda, Tomás Manzi, Nicole Natalino, Pablo Holman e Gabriela Villalba.
Por mais de 9 anos, o grupo alcançou enorme popularidade em toda a América Latina e marcou a geração adolescente dos anos 2000 na América do Sul: a ser revisada hoje, com Los Prisioneros, como a banda mais influente do Chile e um símbolo da música sul-americana com Soda Stereo.

## História
Em 1999, seus membros foram selecionados entre milhares de crianças para formar um projeto chamado Ciao, cujo objetivo era publicar um álbum e isso foi alcançado em 2002 com El poder de los niños.
Em 2003, os adolescentes se tornaram independentes de Ciao e formaram Kudai. A banda foi consolidada com a publicação do álbum Vuelo um ano depois, que continha o single Sin despertar e este foi o primeiro grande sucesso do grupo.

### Sucesso continental
Em 2006, Nicole sai do grupo e entra no lugar a equatoriana Gabriela Villalba. Naquele ano, foi publicado o segundo álbum Sobrevive, o que significava que eles se afirmavam como uma das bandas mais populares da América Latina, marcando essa geração adolescente dos anos 2000. Em 2007, o grupo foi multi-nomeado no Los Premios MTV Latinoamérica, competindo com Maná e Soda Stereo, vencendo na categoria de Melhor Artista Sul.
Em 9 de agosto de 2009, foi anunciado, por meio de comunicado oficial, que o grupo faria uma pausa para poder realizar outros projetos não relacionados à música e, em 2010, sua separação foi confirmado oficialmente.

### O regresso
Após sete anos, em 30 de novembro de 2016 a banda retorna com a sua formação original, sendo sua primeira apresentação em 3 de dezembro, como parte da mostra do Teletón Chile de 2016.

### Revivee Kudai como um quinteto
Em julho de 2024, Kudai anunciou oficialmente, por meio de seu perfil no Instagram, o retorno da cantora equatoriana Gabriela Villalba ao grupo após 14 anos afastada. Pela primeira vez em sua trajetória, a banda passou a contar com cinco integrantes, marcando uma nova fase com a formação expandida. O reencontro foi acompanhado do anúncio da turnê Revive, com datas confirmadas em países como Chile, México, El Salvador, Estados Unidos, Brasil e Colômbia. Paralelamente, a banda revelou que trabalhava em novas músicas e em um novo álbum com essa formação inédita.
Durante a passagem pelo México, o grupo confirmou o lançamento de seu primeiro single como quinteto, "Karma", em 20 de fevereiro de 2025. A faixa, já apresentada ao vivo em algumas apresentações da turnê, resgata o estilo pop rock mais pesado que consolidou a identidade sonora da banda nos anos 2000. "Karma" marca também um momento inédito na história do Kudai, sendo a primeira música com participação vocal e visual conjunta de Nicole Natalino e Gabriela Villalba.
Já em março de 2025, após o sucesso do Revive Tour e o interesse do público e empresários, Kudai anunciou uma nova série de apresentações no México, batizada de Emo Tour, com a formação original de quatro integrantes. No entanto, pouco depois, Nicole Natalino publicou um vídeo explicando que faria uma pausa temporária devido à sua gravidez. Como resultado, Gabriela Villalba reassumiu sua posição na banda, substituindo Nicole durante esse período, conforme comunicado divulgado nas redes sociais.

## Integrantes
Integrantes atuais
- Pablo Holman (1999-2010, 2016-presente)
- Bárbara Sepúlveda (1999-2010, 2016-presente)
- Tomás Manzi (1999-2010, 2016-presente)
- Nicole Natalino (1999-2006, 2016-presente)
- Gabriela Villalba (2006-2010, 2024-presente)

## Discografia

### Álbum de estúdio
| Detalhes do álbum                                     | Melhores posições atingidas | Melhores posições atingidas | Vendas      | Certificações (vendas necessárias) |
| Detalhes do álbum                                     |                             | México                      | Vendas      | Certificações (vendas necessárias) |
| ----------------------------------------------------- | --------------------------- | --------------------------- | ----------- | ---------------------------------- |
| Vuelo - Lançamento: 2003                              | 1                           | 5                           | - : 300,000 | - : 3× Platina - : Platina         |
| Sobrevive - Lançamento: 2006                          | 1                           | 39                          | - : 350,000 | - : Ouro - : Ouro                  |
| Nadha - Lançamento: 2008                              | 14                          | 11                          | - : 200,000 | - : Ouro                           |
| Laberinto - Lançamento: 2019                          | —                           | —                           |             |                                    |
| Revuelo - Lançamento: 2021                            | —                           | —                           |             |                                    |
| "—" indica uma obra que não entrou na tabela musical. |                             |                             |             |                                    |

### Álbuns ao vivo
| Detalhes do álbum                           |
| ------------------------------------------- |
| En Vivo - Gira 2004–2005 - Lançamento: 2005 |
| En Vivo: Desde Mexico - Lançamento: 2007    |
| Grandes Éxitos - Lançamento: 2010           |

## Singles/Clipes
| Ano  | Nome                                   | Album              |
| ---- | -------------------------------------- | ------------------ |
| 2004 | Sin Despertar                          | Vuelo              |
| 2004 | Ya Na Queda                            | Vuelo              |
| 2005 | Escapar                                | Vuelo              |
| 2005 | Lejos de la Ciudad                     | Vuelo              |
| 2006 | Déjame gritar                          | Sobrevive          |
| 2006 | Quiero mis 15 (Show MTV)               | –                  |
| 2006 | Llévame                                | Sobrevive          |
| 2007 | Tal Vez                                | Sobrevive          |
| 2007 | Tú                                     | Sobrevive          |
| 2008 | Estar Bien (Feat. RBD e Eiza González) | Empezar desde cero |
| 2008 | Lejos de aqui                          | Nadha              |
| 2008 | Nada es igual                          | Nadha              |
| 2009 | Morir de Amor                          | Nadha              |
| 2009 | Disfraz                                | Nadha              |
| 2018 | Piensa                                 | Laberinto          |
| 2018 | Lluvia de Fuego                        | Laberinto          |
| 2018 | Dime Cómo Fue                          | Laberinto          |